# Calle del Rosellón (Barcelona)
La calle del Rosellón es una calle del Ensanche de Barcelona. Recibe su nombre por el Rosellón, región histórica del sur de Francia. Aparece como la calle letra H en el Plan Cerdá. Su denominación actual ya aparece en la propuesta de rotulación de las calles del Ensanche que hizo el escritor, periodista y político barcelonés Víctor Balaguer. El nombre propuesto por Balaguer fue aprobado el 1 de enero de 1900. Discurren paralelas la calle de Córcega inmediatamente al norte la calle de Provenza inmediatamente al sur.